# Sunnansjön, Medelpad
Sunnansjön är en sjö i Timrå kommun i Medelpad och ingår i Gådeån-Indalsälvens kustområde. Sjön har en area på 0,143 kvadratkilometer och ligger 77,9 meter över havet. Sjön avvattnas av vattendraget Sörån.

## Delavrinningsområde
Sunnansjön ingår i det delavrinningsområde (693876-158832) som SMHI kallar för Utloppet av Sunnansjön. Medelhöjden är 88 meter över havet och ytan är 0,75 kvadratkilometer. Räknas de 4 avrinningsområdena uppströms in blir den ackumulerade arean 26,77 kvadratkilometer. Avrinningsområdets utflöde Sörån mynnar i havet. Avrinningsområdet består mestadels av skog (32 procent), öppen mark (29 procent) och jordbruk (20 procent). Avrinningsområdet har 0,14 kvadratkilometer vattenytor vilket ger det en sjöprocent på 19,1 procent.